# جهل‌شناسی

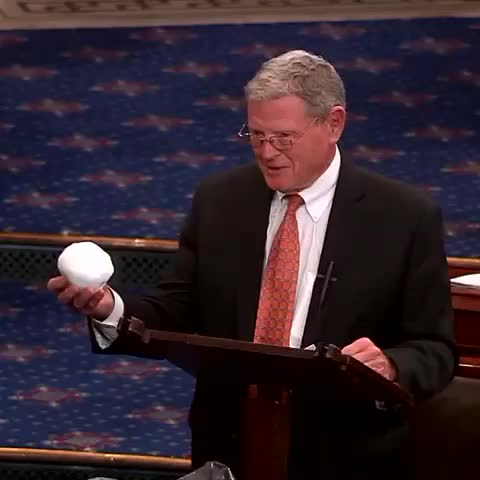
سناتور ایالات متحده جیمز اینهاف در حالی که یک گلوله برفی را در سنا ایالات متحده در دست گرفته‌است، در حال تمسخر تغییرات آب و هوایی به عنوان یک فریب است.

در جامعه‌شناسی معرفت، جهل‌شناسی (به انگلیسی: agnotology سابقاً: agnatology) مطالعه نادانی (جهل) یا شک عمدی ناشی از فرهنگ معمولاً برای فروش یک محصول یا جلب لطف، به ویژه از طریق انتشار داده‌های علمی نادرست یا گمراه کننده است. به‌طور کلی تر، این اصطلاح همچنین شرایطی را برجسته می‌کند که دانش بیشتر از یک موضوع باعث می‌شود فرد نسبت به قبل از لحاظ دانشی نامشخص تر و مورد تردیدتر باشد.
این کلمه در سال ۱۹۹۲ میلادی و توسط زبان‌شناس و مورخ اجتماعی تکنیک‌ها و عوام (به انگلیسی:technics and the commons)، ایان بوال (Iain Boal) و به درخواست رابرت ان. پراکتور (Robert N. Proctor)، استاد دانشگاه استنفورد، و بر اساس دو کلمه یونانی نئوکلاسیک agnōsis (ἄγνωσις، 'ندانستن'؛ رجوع کنید به یونانی گویش آتیک: ἄγνωτος، 'ناشناس') و -logia (-λογία) ساخته شد. پراکتور به عنوان مثالی بارز از کمپین روابط عمومی ۴۰ ساله صنعت دخانیات برای ایجاد تردید در مورد اثرات نامطلوب استفاده از تنباکو بر سلامتی یاد می‌کند. این تکنیک و پذیرش متعاقب آن توسط صنعت سوخت فسیلی در کمپین مشابهی علیه اجماع علمی در مورد تغییرات آب و هوا، مورد تمرکز کتاب Merchants of Doubt در سال ۲۰۱۰ میلادی توسط نائومی اورسکس و اریک ام. کانوی قرار گرفت.
دیوید دانینگ از دانشگاه کرنل هشدار می‌دهد که «اینترنت به انتشار جهل کمک می‌کند. اینترنت کاربران را طعمه منافع قدرتمندی می‌کند که مایل به گسترش عمدی جهل هستند.» ایروین سی شیک با استفاده از مثال «terra incognita» در نقشه‌های جِغرافیایی اولیه به عنوان نوعی از unknowledge (غیردانش) اشاره می‌کند. «بازسازی و نمایش بخش‌هایی از کره زمین به عنوان سرزمین (های) ناشناخته … نوعی تولید نادانی است و باعث تبدیل آن بخش‌ها به موضوعات بالقوه مورد توجه سیاسی و اقتصادی غرب می‌شود و این نوعی از توانمندسازی استعمار است.»
علل فعال ناآگاهی ناشی از فرهنگ می‌تواند شامل نفوذ رسانه‌ها، شرکت‌ها و سازمان‌های دولتی از طریق پنهان‌کاری و سرکوب اطلاعات، تخریب اسناد و سوگیری تأییدی می‌باشد. مثال دیگر انکار تغییرات اقلیمی است که در آن شرکت‌های نفتی به تیم‌هایی از دانشمندان پول می‌دادند تا تأثیرات تغییرات آب و هوایی را کم‌اهمیت جلوه دهند. علل غیرفعال شامل حباب‌های اطلاعاتی ساختاری، از جمله مواردی است که توسط جداسازی در امتداد خطوط هویتی نژادی و طبقاتی ایجاد می‌شود، که دسترسی متفاوتی به اطلاعات را ایجاد می‌کند.
جهل‌شناسی همچنین بر این تمرکز دارد که چگونه و چرا اشکال گوناگون دانش «به وجود نمی‌آیند» یا نادیده گرفته می‌شوند یا به تأخیر می‌افتند. به عنوان مثال، دانش در مورد زمین ساخت‌های صفحه‌ای حداقل یک دهه سانسور شد و به تعویق افتاد زیرا برخی از شواهد به عنوان اطلاعات نظامی طبقه‌بندی شده مربوط به جنگ زیر دریا باقی مانده بود.

## ریشه
اصطلاح "agnotology" برای اولین بار در پاورقی کتاب رابرت ان. پراکتور استاد دانشگاه استنفورد در سال ۱۹۹۵ با عنوان «جنگ‌های سرطان: چگونه سیاست به آنچه دربارهٔ سرطان می‌دانیم و نمی‌دانیم شکل می‌دهد» ظاهر شد.

### نقل قول اصلی
1. ↑  "the internet is helping propagate ignorance,... which makes [users] prey for powerful interests wishing to deliberately spread ignorance."
2. ↑  "to distinguish it from ignorance," using the example of "terra incognita" in early maps to note that the "reconstruction of parts of the globe as uncharted territory is...the production of unknowledge, the transformation of those parts into potential objects of Western political and economic attention. It is the enabling of colonialism."